# Ann Arbor, Michigan
Ann Arbor là một thành phố quận lỵ quận quận Washtenaw trong tiểu bang Michigan, Hoa Kỳ. Cuộc Tổng điều tra dân số năm 2010 ghi nhận dân số là 113.934 người, trở thành thành phố lớn thứ sáu ở Michigan. Dân số của thành phố được ước tính là 117.070 người vào tháng 7 năm 2015 bởi Cơ quan Điều tra Dân số Hoa Kỳ. Khu Thống kê Thành phố Ann Arbor (MSA) bao gồm tất cả quận Washtenaw, có dân số 344.791 người vào năm 2010. Thành phố này cũng là một phần của Khu Bố cục Thống kê Hợp nhất (CSA) Detroit-Ann Arbor-Flint lớn hơn với tổng dân số đạt 5.318.744 người.
Ann Arbor được thành lập vào năm 1824, được đặt tên cho vợ của người sáng lập làng và các dãy cây Bur Oak. Đại học Michigan đã chuyển từ Detroit đến Ann Arbor vào năm 1837 và thành phố này đã tăng trưởng nhanh chóng vào đầu thế kỷ 20. Trong những năm 1960 và 1970, thành phố này nổi tiếng là trung tâm của chính trị cánh tả. Ann Arbor trở thành điểm nhấn cho hoạt động chính trị và phong trào chống chiến tranh Việt Nam, cũng như các phong trào học sinh khác nhau.
Ann Arbor là nhà của Đại học Michigan, một trong những trường đại học nghiên cứu hàng đầu ở Hoa Kỳ. Trường đại học đóng góp đáng kể cho kinh tế Ann Arbor vì trường này sử dụng khoảng 30.000 nhân công, trong đó có khoảng 12.000 nhân viên y tế. Kinh tế của thành phố cũng tập trung vào công nghệ cao, với một số công ty thu hút được khu vực này tính theo cơ sở nghiên cứu và phát triển của trường đại học, và tính theo số sinh viên tốt nghiệp.

## Lịch sử
Vào khoảng năm 1774, Potawatomi thành lập hai ngôi làng trong khu vực hiện nay là Ann Arbor.
Ann Arbor được thành lập vào năm 1824 bởi các nhà đầu cơ đất John Allen và Elisha Walker Rumsey. Ngày 25 tháng 5 năm 1824, thị trấn plat đã được đăng ký với quận Wayne là "Annarbour;" Điều này thể hiện sự sử dụng sớm nhất của tên thị trấn. Allen và Rumsey quyết định đặt tên theo tên vợ của họ, tên là Ann, và cho các căn cứ Bur Oak trong diện tích 640 hecta (260 ha) đất mà họ mua với giá 800 đô la từ chính phủ liên bang ở mức 1,25 đô la Mỹ cho mỗi mẫu Anh [8]. Ojibwa địa phương đã đặt tên khu định cư kaw-goosh-kaw-nick, sau khi nghe thấy tiếng cưa của Allen.
Ann Arbor đã trở thành quận lỵ của Quận Washtenaw vào năm 1827, và được thành lập như một ngôi làng vào năm 1833. Công ty Ann Arbor Land, một nhóm các nhà đầu cơ, đã gieo trồng 40 mẫu đất (16 ha) đất chưa phát triển và đưa nó vào tình trạng của Michigan như là địa điểm của thủ phủ bang, nhưng đã thất bại trước Lansing. Năm 1837, tài sản này đã được chấp nhận thay vì là địa điểm của Đại học Michigan, nơi chuyển từ Detroit.
Kể từ khi trường đại học thành lập vào năm 1837, lịch sử của Đại học Michigan và Ann Arbor đã được liên kết chặt chẽ. Thành phố đã trở thành một trung tâm vận chuyển khu vực vào năm 1839 với sự xuất hiện của Đường sắt Trung tâm Michigan, và một tuyến đường sắt bắc-nam nối Ann Arbor đến Toledo Toledo và các thị trường khác ở phía nam được thành lập ở 1878. TTrong những năm 1840 và những năm 1850, những người định cư tiếp tục đến Ann Arbor. Trong khi người định cư trước đây chủ yếu là người gốc Anh, những người định cư mới cũng bao gồm người Đức, người Ailen, và người Mỹ gốc Phi. Năm 1851, Ann Arbor được nâng thành thành phố, Mặc dù thành phố cho thấy một sự sụt giảm dân số trong thời kỳ suy thoái năm 1873. Cho đến những năm 1880 đầu thập niên 1880 Ann Arbor lại chứng kiến sự tăng trưởng mạnh mẽ, Với những người nhập cư mới đến từ Hy Lạp, Ý, Nga và Ba Lan. Ann Arbor đã chứng kiến sự gia tăng tăng trưởng trong sản xuất, đặc biệt là trong nhà máy xay. Cộng đồng Người Mỹ Do Thái Do Thái Ann Arbor cũng phát triển sau khi bước sang thế kỷ 20, và nhà thờ Do Thái đầu tiên và lâu đời nhất, Hội Dòng Beth Israel (Ann Arbor, Michigan) được thành lập năm 1916.

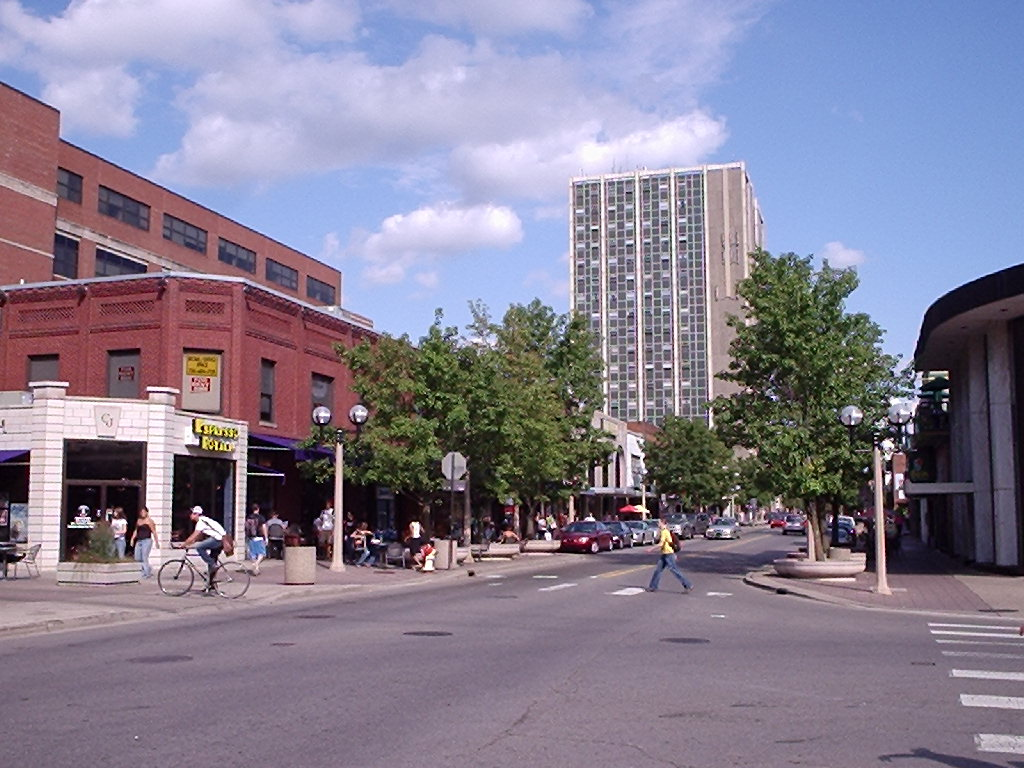
Đại lộ Nam Đại học dành cho những người trẻ tuổi.

Trong thập kỷ 60 và 70, thành phố này nổi tiếng là trung tâm quan trọng của chính trị tự do. Ann Arbor cũng đã trở thành địa điểm cho hoạt động cánh tả và phong trào chống chiến tranh Việt Nam, cũng như phong trào học sinh. Các cuộc họp chính đầu tiên của nhóm khuôn viên cánh tả quốc gia Sinh viên vì một xã hội dân chủ (tổ chức năm 1960) đã diễn ra tại Ann Arbor vào năm 1960; Năm 1965, thành phố này là quê hương đầu tiên của Hoa Kỳ hội thảo chống lại Chiến tranh Việt Nam. Trong suốt 15 năm tiếp theo, nhiều doanh nghiệp phản văn hóa và Tân Cánh Tả nổi lên và phát triển các cử tri lớn trong thành phố. Những ảnh hưởng này được cuốn vào chính trị thành phố vào đầu những năm giữa và những năm 1970 khi ba thành viên của Đảng Nhân quyền (HRP) giành được ghế của hội đồng thành phố về sức mạnh của cuộc bỏ phiếu của sinh viên. Trong thời gian tham gia vào hội đồng, các đại diện của HRP đã chiến đấu để có các biện pháp bao gồm các đạo luật [dân quyền] chống phân biệt đối xử, các biện pháp giảm thiểu việc chiếm dụng cần sa, và sắc lệnh kiểm soát thuê; Nhiều trong số này vẫn có hiệu lực ở dạng biến đổi. Bên cạnh những nỗ lực tự do và cánh tả, một nhóm nhỏ các tổ chức bảo thủ được sinh ra tại Ann Arbor. Bao gồm Lời của Thiên Chúa (được thành lập vào năm 1967), một phong trào phong trào Chúa ban; và Thomas More Law Center (thành lập năm 1999), một nóm ủng hộ bảo thủ tôn giáo.
Sau cuộc bở phiếu năm 1956, thành phố Đông Ann Arbor sáp nhập với Ann Arbor để bao gồm các khu vực phía đông của thành phố.
Trong vài thập kỷ qua, Ann Arbor đã phải vật lộn với những ảnh hưởng của giá trị đất tăng lên nhanh chóng, và sự phát triển của thành phố kéo dài đến vùng nông thôn xa xôi. Vào ngày 4 tháng 11 năm 2003, cử tri chấp thuận kế hoạch hành lang xanh mà theo đó chính quyền thành phố mua các quyền phát triển đối với các thửa đất nông nghiệp gần Ann Arbor để bảo vệ chúng khỏi sự phát triển rải rác. Kể từ đó, một cuộc tranh luận sôi nổi tại địa phương đã xoay quanh việc làm thế nào và có phù hợp và hướng dẫn phát triển trong phạm vi thành phố. AAnn Arbor luôn nằm trong danh sách "địa điểm hàng đầu để sống" được xuất bản bởi các cơ quan truyền thông chính thống khác nhau hàng năm. Trong năm 2008, nó đã được xếp hạng bởi CNNMoney.com 27 trong 100 "các thành phố nhỏ tốt nhất Hoa Kỳ". Và trong năm 2010, Forbes đã chọn Ann Arbor là một trong những thành phố đáng sống nhất trong Hoa Kỳ.